# Stargate Atlantis
Stargate Atlantis is een sciencefictionserie voor televisie gebaseerd op Stargate SG-1 en de film Stargate. De serie liep van 2004 tot 2009, met een totaal van honderd afleveringen.
De serie gaat uit van de gedachte dat alle menselijke mythes voortkomen uit werkelijke contacten met buitenaardse wezens. Een team van onderzoekers en militaire eenheden reist naar Atlantis dat in een ander sterrenstelsel ligt, namelijk het Pegasus-sterrenstelsel, door middel van de Stargate. Hier aangekomen beleven ze avonturen en komen ze een ras genaamd The Wraith tegen.

## Verhaal

### Start
De serie is een vervolg op het zevende seizoen van de serie Stargate SG-1. In dit seizoen wordt bij O'Neill opnieuw de kennis van de Ouden in zijn hersenen gedownload. Hij leidt SG-1 naar een verlaten stad waar een ZPM (Zero Point Module) wordt gevonden. Jack leidt ze naar een buitenpost van de Ouden op Antarctica waar de ZPM geïnstalleerd wordt. Hiermee wordt een wapen afgevuurd die Anubis en zijn invasievloot vernietigt.
Het Pentagon stuurt een expeditieteam naar de buitenpost om onderzoek te doen. Dr.Daniel Jackson ontdekt de poortcoördinaten van Atlantis en met behulp van de ZPM kan er eenmalig een wormhole gemaakt worden naar Atlantis. Onder leiding van dr. Elizabeth Weir en kolonel Sumner vertrekt een expeditieteam naar de stad Atlantis.
De stad waarin het team aankomt en die dient als thuisbasis voor het onderzoek in Pegasus. In deze stad woonden eens de Ouden. Ze moesten de stad verlaten omdat ze de oorlog verloren, ze hebben toen de stad laten zinken naar de bodem van de zee. Daar heeft deze 10.000 jaar gelegen totdat het team van de Aarde arriveerde en de stad weer tot leven komt.
In de stad vindt men technologie die hen ver vooruit is.

### Seizoen 1
Het Atlantisteam onder leiding van Dr. Weir arriveert in de stad Atlantis en belandt al snel in een hachelijke situatie. Deze situatie dwingt hen ertoe nieuwe bondgenoten te vinden. Ze komen oog in oog te staan met een nieuwe vijand, de Wraith. Daar ze afgesloten zijn van de Aarde moet het team het doen met de middelen die ze in dit nieuwe sterrenstelsel vinden. Ze maken kennis met een ras genaamd de Athosians.
Majoor Sheppard stelt een team samen van zichzelf, Dr. McKay, Lt. Ford en de Athosianse leidster Teyla. Zij zijn Atlantis’ primaire expeditieteam. In de finale vallen de Wraith de stad aan, en arriveert een bericht van de Aarde dat ze een manier hebben gevonden om de stad te verdedigen tegen de Wraith.

### Seizoen 2
Atlantis weet met succes de Wraithaanval af te slaan door hen te laten denken dat de stad is vernietigd. Dankzij de Daedalus en de nieuwe ZPM krijgt het team weer contact met de Aarde. Sheppard krijgt promotie tot Lt. Kolonel.
De plot van dit seizoen draait om de ontwikkeling van Dr. Beckett's retrovirus, dat een Wraith in een mens kan veranderen. Het virus wordt na wat tegenslagen getest op de Wraith Michael. Hij en zijn team besluiten zich vervolgens bij het Atlantisteam aan te sluiten, maar verraden hen later. Aan het eind van het seizoen vertrekken de Wraith naar de Aarde omdat het hun gelukt is Atlantis te bedotten.

### Seizoen 3
De Wraith worden net op tijd tegengehouden en bereiken de Aarde niet. Het team is echter nog niet van de Wraith verlost. De situatie wordt complexer wanneer een experiment verkeerd gaat en het teams enige ZPM van alle energie ontdoet. Hierdoor komt het team zonder krachtbron te zitten, en dus ook zonder schild voor de stad. Kort hierop vindt het team een oud schip van de Ouden. Dit schip blijkt nog een bemanning te bevatten, die de stad meteen inneemt. SGC stuurt generaal O'Neill en Richard Woolsey naar Atlantis voor onderhandelingen met de Ouden. Tevens wordt de stad aangevallen door de Asurans, een ras van intelligente nanobots (ver ontwikkelde replicators). Tegen hun bevelen in gaat het Atlantisteam terug naar de stad, en red deze van de Asurans. De overige Asurans beginnen echter een vloot te bouwen om de Aarde aan te vallen. Om aan de Asurans te ontkomen, laat het team de hele stad de ruimte in vliegen. Vlak voor het moment dat Atlantis de dampkring verlaten heeft wordt ze nog net getroffen door de energiestraal van de Asurans,net op het moment dat het krachtveld nog niet geheel is gesloten. Bij deze aanval wordt Dr. Weir levensgevaarlijk gewond. Eenmaal in de ruimte begeeft de hyperdrive het. Zo zweeft de stad doelloos door de ruimte met nog maar één dag aan energie.

### Seizoen 4
Om de stad snel weer van energie te voorzien, gaat het team over op drastische middelen. Ze overvallen de replicators en stelen een nieuwe ZPM. Dr. Weir wordt gevangen door de replicators en kolonel Samantha Carter voegt zich bij het team. Atlantis landt op een nieuwe planeet. De rest van het seizoen focust zich op de strijd tegen zowel de Wraith als de replicators.

### Seizoen 5
Kolonel Samantha Carter wordt vervangen door Richard Woolsey. De strijd met de hybride mens-Wraiths gaat door en Teyla krijgt een zoon. Bij de aanval op de replicator planeet hebben de Wraith ook een ZPM buit gemaakt. Met deze ZPM bouwen zij een Super Hive.

## Productie
Toen Stargate SG-1 producers Brad Wright en Robert C. Cooper dachten dat de serie zou eindigen na seizoen 5, begonnen ze met het idee voor een nieuwe film. Toen de serie echter verhuisde naar Sci Fi Channel en daar succesvol genoeg bleek om door te gaan, werd dit idee naar achteren geschoven. Toen het zevende seizoen naderde werd nagedacht over een spin-offserie, wat de producers voor een dilemma stelde. Voor het zevende seizoen stond al een dubbele aflevering gepland waarin de stad Atlantis zou worden gevonden. Deze aflevering zou dan als brug dienen tussen SG-1 en de geplande film. Daarom pasten Wright en Cooper het script van de film wat aan. Ze verhuisden de stad Atlantis van Antarctica naar een andere planeet en maakten plannen voor een nieuwe serie die zich hier zou afspelen. De keuze voor de Pegasusmelkweg was om het team in deze nieuwe serie af te sluiten van de Aarde, zodat men met een schone lei kon beginnen en de serie niet te veel een kopie van SG-1 zou worden.
De serie kreeg groen licht op 17 november 2003, en de opnames begonnen in februari 2004.
Het casten van de acteurs gaf wat problemen, vooral voor een personage genaamd Dr. Ingram. Dit personage werd uiteindelijk weggelaten en vervangen door Dr. Rodney McKay, die al een keer een gastrol had gespeeld in drie afleveringen van Stargate SG-1.
Elk seizoen van Stargate: Atlantis bevat twintig afleveringen. Elke aflevering is zowel een los verhaal als onderdeel van een grotere verhaallijn.
Op 20 augustus 2008 werd bekendgemaakt dat de productie van de serie stopt na honderd afleveringen en vijf seizoenen. Volgens Executive Producer Joseph Mallozzi zou er minimaal één twee uur durende, straight-to-dvd, film "Stargate Extinction" volgen maar door het stoppen van de Stargate Universe spin-off is ook de film geschrapt.

## Personages
| Personage                 | Acteur                | Aantal afleveringen per seizoen | Aantal afleveringen per seizoen | Aantal afleveringen per seizoen | Aantal afleveringen per seizoen | Aantal afleveringen per seizoen |
| Personage                 | Acteur                | 1 (20 afl.)                     | 2 (20 afl.)                     | 3 (20 afl.)                     | 4 (20 afl.)                     | 5 (20 afl.)                     |
| Hoofdpersonages           | Hoofdpersonages       | Hoofdpersonages                 | Hoofdpersonages                 | Hoofdpersonages                 | Hoofdpersonages                 | Hoofdpersonages                 |
| ------------------------- | --------------------- | ------------------------------- | ------------------------------- | ------------------------------- | ------------------------------- | ------------------------------- |
| John Sheppard             | Joe Flanigan          | 20                              | 20                              | 20                              | 20                              | 20                              |
| Teyla Emmagan             | Rachel Luttrell       | 20                              | 20                              | 20                              | 20                              | 20                              |
| Rodney McKay              | David Hewlett         | 20                              | 20                              | 20                              | 20                              | 20                              |
| Ronon Dex                 | Jason Momoa           | -                               | 18                              | 20                              | 20                              | 20                              |
| Elizabeth Weir            | Torri Higginson       | 20                              | 20                              | 20                              | 4                               | -                               |
| Carson Beckett            | Paul McGillion        | 16                              | 20                              | 20                              | 2                               | 6                               |
| Jennifer Keller           | Jewel Staite          | -                               | -                               | 1                               | 11                              | 20                              |
| Richard Woolsey           | Robert Picardo        | -                               | -                               | 4                               | 2                               | 20                              |
| Samantha Carter           | Amanda Tapping        | 1                               | 1                               | 1                               | 20                              | 2                               |
| Aiden Ford                | Rainbow Sun Francks   | 20                              | 5                               | -                               | -                               | 2                               |
| Nevenpersonages           |                       |                                 |                                 |                                 |                                 |                                 |
| Radek Zelenka             | David Nykl            | 10                              | 10                              | 12                              | 11                              | 12                              |
| Chuck                     | Chuck Campbell        | 5                               | 11                              | 13                              | 10                              | 6                               |
| Evan Lorne                | Kavan Smith           | -                               | 8                               | 6                               | 8                               | 7                               |
| Steven Caldwell           | Mitch Pileggi         | -                               | 11                              | 6                               | 2                               | 4                               |
| Todd the Wraith / Halling | Christopher Heyerdahl |                                 |                                 |                                 |                                 |                                 |
| Amelia Banks              | Sharon Taylor         |                                 |                                 |                                 |                                 |                                 |
| Michael Kenmore           | Connor Trinneer       |                                 |                                 |                                 |                                 |                                 |
| Sgt. Bates                | Dean Marshall         |                                 |                                 |                                 |                                 |                                 |
| Marie                     | Linda Ko              |                                 |                                 |                                 |                                 |                                 |
| Peter Grodin              | Craig Veroni          |                                 |                                 |                                 |                                 |                                 |

- Dr. Elizabeth Weir (Torri Higginson) - De leidster van de expeditie. Dr. Weir is een getraind diplomate die onderhandeld heeft in het Midden-Oosten. Ze spreekt vijf talen en is voor geweldloze oplossingen. Later wordt ze gevangen door De Replicators. Een replicator bevestigt later dat Dr. Weir dood is, het team is in schok. Maar Dr. Weir is niet helemaal uit de serie geschrapt, het karakter komt nog tweemaal terug als Replicator
- Kolonel Samantha "Sam" Carter (Amanda Tapping)  - Nadat Dr. Elizabeth Weir gevangen werd heeft Sam Carter (Bekend van Stargate SG-1) de taak van leidster overgenomen. Een luchtmachtofficier met een graad in astrofysica die net als Dr. Rodney McKay niet terug deinst van een wetenschappelijke uitdaging.
- Majoor (Lt. Colonel) John Sheppard (Joe Flanigan) - Een officier bij de luchtmacht en de leider van een SG-team. Hij heeft een vervelende aantekening in zijn dossier, omdat hij een direct bevel heeft genegeerd in een mislukte poging om zijn mannen te redden in Afghanistan. Hij is toen overgeplaatst naar McMurdo. Hij kreeg de opdracht om generaal O'Neill naar de buitenpost van de Ouden te brengen. Daar weet hij een drone-wapen te ontwijken. In de buitenpost gaat hij even op de Ouden stoel zitten en hij blijkt het ATA-gen te bezitten en het concentratievermogen om Ouden technologie te bedienen. Op aanraden van dr. McKay en dr. Weir mag hij daarom mee naar Atlantis. Nadat Kolonel Sumner is gedood, is Sheppard de hoogste militair in rang. Hij is een bekwaam piloot en militair. Later wordt hij gepromoveerd tot kolonel.
- Luitenant Aiden Ford (Rainbow Sun Franks) - Een 25-jarige enthousiaste, energieke militair die altijd klaar staat om mensen te helpen. Is na John Sheppard de tweede in rang. Na de slag om Atlantis, is Ford verslaafd geraakt aan Wraith enzymen en is vertrokken.
- Teyla Emmagan (Rachel Luttrell) - Een Athosiaan. Teyla is een begaafd diplomate en is bedreven in gevechtstechnieken met wapenstokken.
- Dr. Rodney McKay (David Hewlett) - Een Canadees en meesterbrein van het team. Hij is expert op het gebied van de technologie van de Ouden, maar heeft nogal een hoge eigendunk en komt vaak arrogant en bot over. In gespannen situaties is MacKay niet erg moedig uitgevallen. Hij heeft een zwak voor Samantha Carter.
- Dr. Radek Zelenka (David Nykl) - Een Tsjechische wetenschapper die net als McKay een expert is op het gebied van Ouden technieken.
- Dr. Carson Beckett (Paul McGillion) - Een uit Schotland afkomstige bioloog en het hoofd medische zaken en de dokter.
- Ronon Dex (Jason Momoa) - Is lang door de Wraith opgejaagd. Nadat Sheppard en Beckett hem bevrijdde van een Wraith zender, sloot Ronon zich aan bij Atlantis.
- Dr. Jennifer Keller (Jewel Staite) De nieuwe hoofd-dokter nadat Carson Beckett sterft
- Michael Kenmore (Connor Trinneer) Een mens-wraith hybride die het voorzien heeft op zowel de Wraith als de Atlantis bemanning, hij wil de totale Pegasusmelkweg veroveren.
- Major Evan Lorne (Kavan Smith)

### Crossovers
- Stargate SG-1: Jack O'Neill (Richard Dean Anderson, 4 afleveringen), Daniel Jackson (Michael Shanks, 3 afleveringen), Samantha Carter (Amanda Tapping, 26 afleveringen), Teal'c (Christopher Judge, 2 afleveringen), George Hammond (Don S. Davis, 1 aflevering), Hank Landry (Beau Bridges, 5 afleveringen), Walter Harriman (Gary Jones, 12 afleveringen) & Bill Lee (Bill Dow, 7 afleveringen)

## Afleveringen
- Lijst van afleveringen van Stargate Atlantis